# Loose Ankles
Loose Ankles is een Amerikaanse filmkomedie uit 1930 onder regie van Ted Wilde. Het scenario is gebaseerd op het gelijknamige toneelstuk uit 1926 van de Amerikaanse auteur Sam Janney. Destijds werd de film in Nederland uitgebracht onder de titel Om 2.000.000 dollar.

## Verhaal
Ann Harper zal een fortuin erven op voorwaarde dat haar familie bij geen enkel schandaal betrokken raakt en dat haar twee preutse tantes Sarah en Katherine haar bruidegom goedkeuren. Ann is daardoor afgeschrikt en ze wil opzettelijk een schandaal veroorzaken.

## Rolverdeling
| Acteur                | Personage        |
| --------------------- | ---------------- |
| Loretta Young         | Ann Harper Berry |
| Douglas Fairbanks jr. | Gil Hayden       |
| Louise Fazenda        | Sarah Harper     |
| Otis Harlan           | Rupert Harper    |
| Daphne Pollard        | Agnes            |
| Edward J. Nugent      | Andy Martin      |
| Inez Courtney         | Betty            |
| Ethel Wales           | Katherine Harper |
| Norman Selby          | Terry Todd       |
| Raymond Keane         | Linton           |